# 臨港幹線道路
横浜港臨港幹線道路（よこはまこうりんこうかんせんどうろ）は、神奈川県横浜市の横浜港を周回する、港湾法における臨港道路（臨港交通施設）である。横浜市港湾局の管轄。港湾関連交通と一般交通を分離することで都市部における交通の円滑化を目的としており、神奈川区恵比須町から中区本牧埠頭までの道路（総延長約10.5km）が計画されている。みなとみらい地区内では本道路の別称として「国際大通り」（こくさいおおどおり）とも呼ばれている。

## みなとみらい地区と周辺埠頭の接続

### みなとみらい地区〜瑞穂埠頭区間

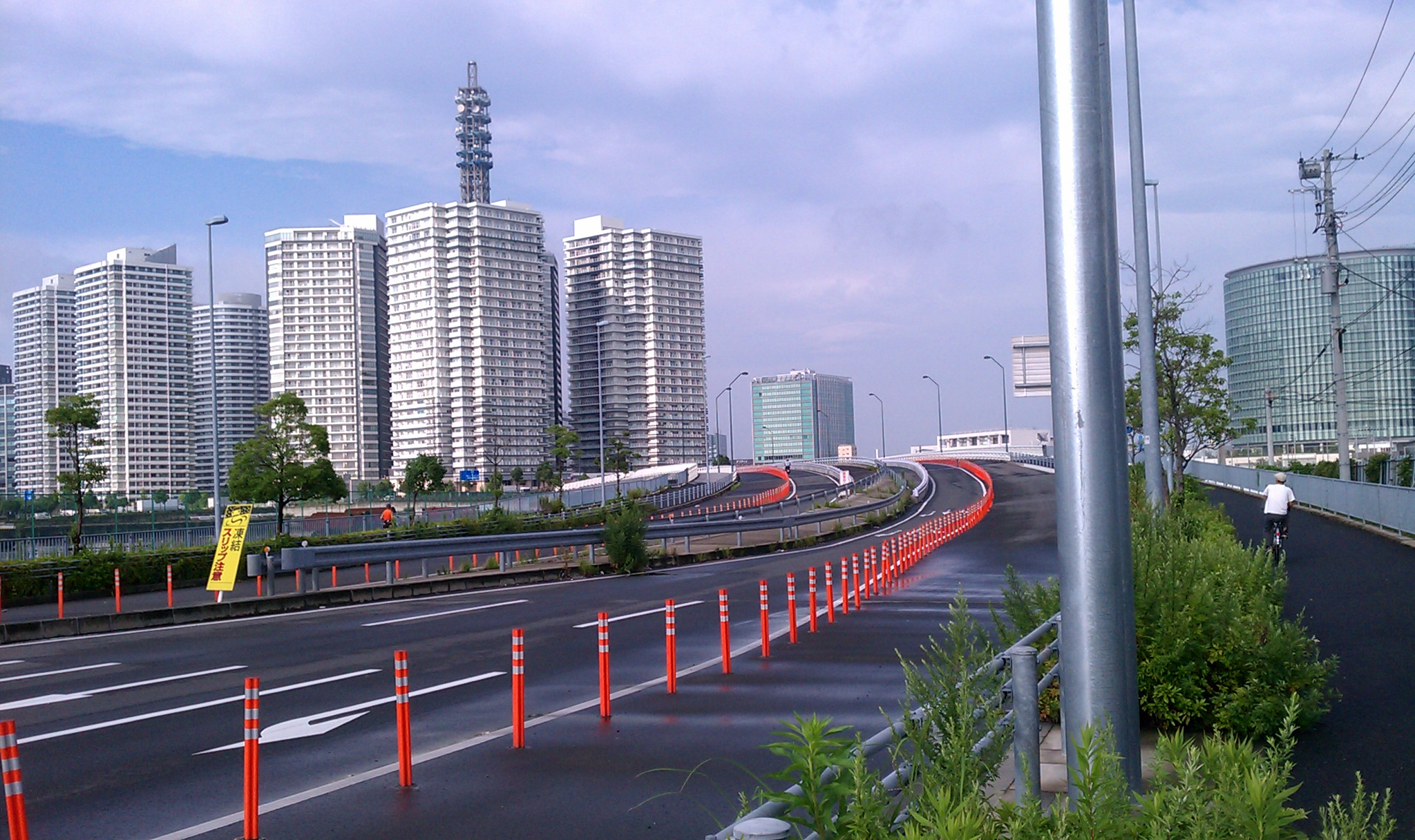
みなとみらい橋の手前より、みなとみらい地区方面を望む

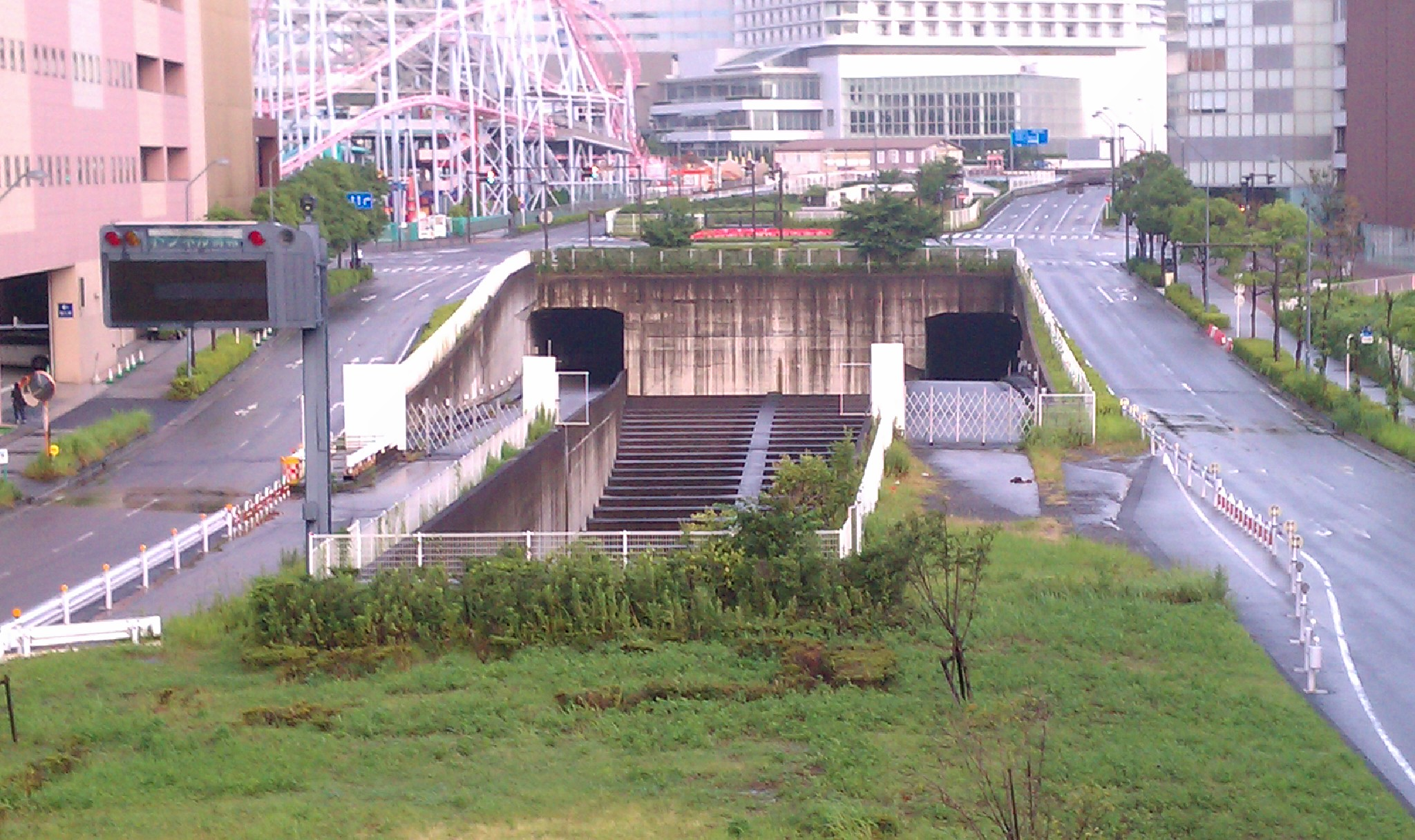
みなとみらいトンネルのワールドポーターズ側入り口（開通前の2012年7月、サークルウォークより撮影）

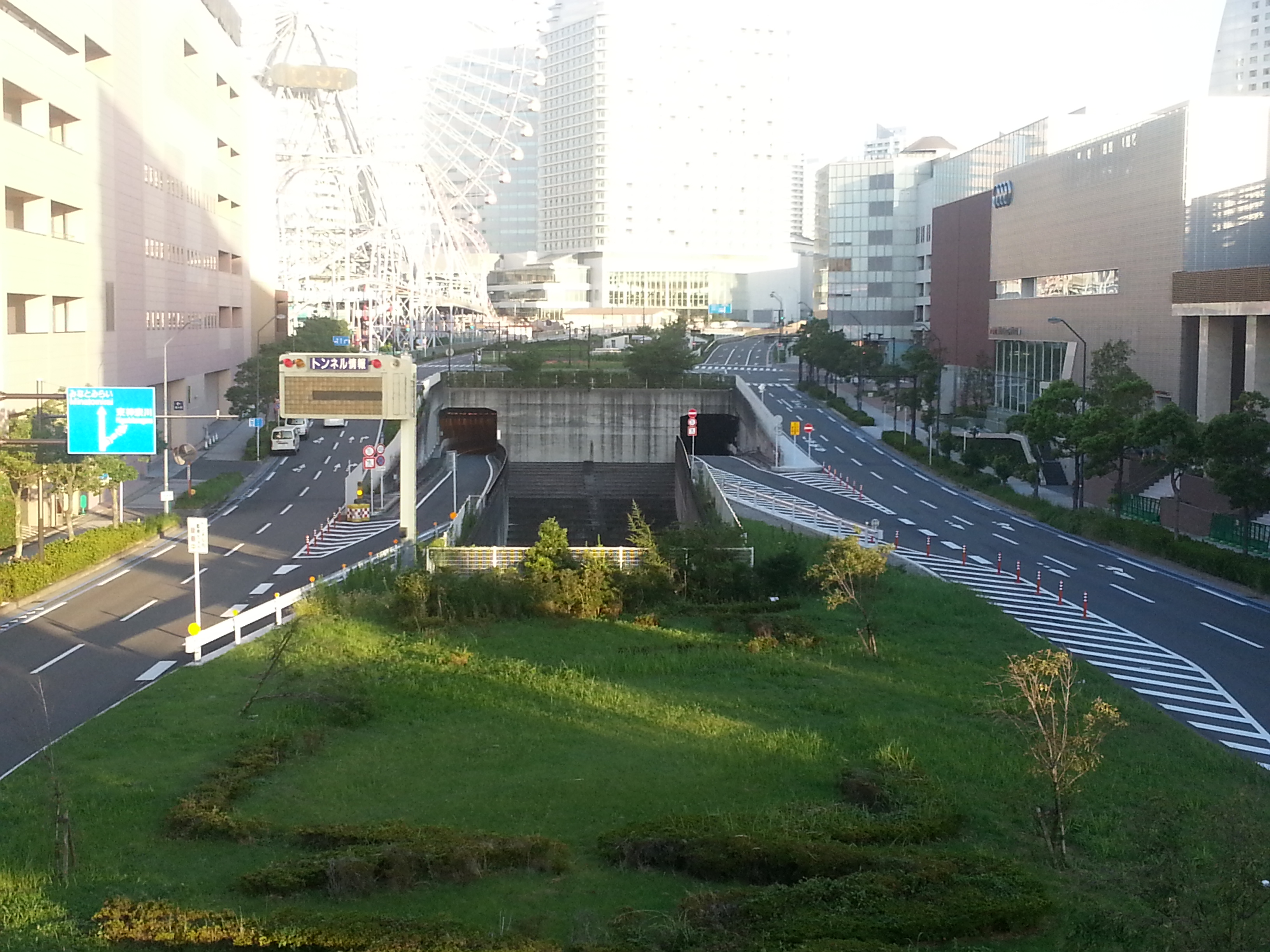
みなとみらいトンネルのワールドポーターズ側入り口（開通後）

この区間（延長約3.2km）については、2013年3月までに一応の整備が完了している。
みなとみらい地区（新港埠頭）と山内埠頭および瑞穂埠頭方面（横浜ノース・ドック手前）を結ぶ整備計画では2008年12月1日、同地区と横浜市中央卸売市場本場を結ぶ「みなとみらい橋」、同市場とコットンハーバー地区（山内埠頭内の再開発地域）を結ぶ「コットン大橋」（歩道未整備）が開通、既に供用されていたコットンハーバー地区と瑞穂埠頭方面を結ぶ連絡橋には「瑞穂大橋」という名称が付いた。なお、コットン大橋については需要動向を見守りながら将来的に道路の複線化（上り用にもう一本橋を架け、現状の片側1車線から2車線に増やす）を行い、その際に歩道を整備する計画となっている。
また、みなとみらい地区の国際大通り地下部分における計画では1986年度に着工後、みなとみらい橋手前から赤レンガ倉庫手前の横浜ワールドポーターズ付近まで約1.3kmの整備を1999年度には完了していたが、竣工から10数年に渡って交通量が見込めないことを理由に閉鎖されていた。その後は周辺の開発も順調に進み、横浜美術館前の大型商業施設「MARK IS みなとみらい」の開業など交通量の増加も見込めることから、2012年度に整備済み部分の補修工事などを行い竣工から13年以上が経過した2013年3月に「みなとみらいトンネル」として開通した。なお、国際大通りの地上部分は地下の本線に対して側道という扱いである。
区間内の構造物
本道路の起点側（瑞穂埠頭方面側）より順に列記する。
- 瑞穂大橋（コットンハーバー地区〜瑞穂埠頭方面間）
- コットン大橋（横浜市中央卸売市場本場〜コットンハーバー地区間） ※歩道未整備
- みなとみらい橋（みなとみらい地区〜横浜市中央卸売市場本場間）
- みなとみらいトンネル（みなとみらい地区内「国際大通り」の地下本線）
- 国際橋（国際大通りの地上部道路、みなとみらい中央地区と新港地区を接続〈大岡川運河上〉）
- 円形歩道橋「新港サークルウォーク」（新港埠頭の中央部、国際大通りと万国橋通りの交差点上部）

路線ルート
- 供用区間：千若町2丁目交差点付近（横浜ノース・ドック手前）〜サークルウォーク交差点付近（Google マップ）

※橋本町2丁目交差点付近では、以下の二つの方面と接続するルートに分岐する計画となっている。
- 瑞穂大橋を渡って千若町2丁目交差点付近と接続する上記のルート
- 瑞穂大橋よりやや北西側を通って恵比須町方面と接続するルート（未整備区間、後節参照）

### みなとみらい地区〜山下埠頭区間
一方、前述の赤レンガ倉庫手前（新港埠頭）から先の未整備区間に計画されている、山下公園の前に広がる海や大さん橋などの地下を通り、山下埠頭方面と接続する予定の道路については長らく事業化の目処が立たない状況となっていた。しかし、今後は山下埠頭の再開発計画において2020年以降の街開きを目指し事業の本格化が見込まれることから、みなとみらい地区と山下埠頭を結ぶ本道路についても工程・工法の検討や概算工事費の算出などに関する業務委託（横浜港内港地区基盤検討業務委託）を2016年10月に実施し、道路の整備（事業化）に向けた検討が開始されている。さらにこの道路の整備により、前述のコットン大橋（一部供用）においても交通量の大幅な増加が見込まれることから、同橋の複線化（同じく構造検討などの調査を進める）も含めて一体的な整備ができるよう目指していく。

## その他の区間・接続する臨港道路
瑞穂埠頭方面と起点側の恵比須町を接続するルートについては未整備となっている。一方で本項の道路計画には含まれないが、横浜港を周回する臨港道路として恵比須町から大黒橋の南側（新興駅交差点付近）まで神奈川産業道路（市道新子安大黒線）が通っており、さらにその先の大黒埠頭まで市道大黒線（大黒大橋を通る道路）による接続が完了している。また、大黒埠頭〜本牧埠頭間は横浜ベイブリッジの下層部を通る国道357号（東京湾岸道路）から地上部分までを「本牧・大黒臨港道路」（2004年4月24日開通）が結んでおり、その後、本牧埠頭で臨港道路「本牧ふ頭連絡線」と直交するようにして山下埠頭方面へ接続している。なお、本牧埠頭ではこの他に南本牧埠頭と接続するための「南本牧はま道路」（2017年3月4日開通）が整備されている。
上記路線ルート（※本項道路計画外）
- 供用区間：恵比須町〜大黒埠頭（Google マップ）/ベイブリッジ一般部（国道357号）および本牧・大黒臨港道路（Google マップ）